# Muckhart
Muckhart (Muc-Àird in lingua gaelica irlandese) è una località della Scozia, situata nell'area di consiglio di Clackmannanshire.